# Климовичский уезд
Кли́мовичский уе́зд — административная единица Могилёвской губернии Российской империи, существовавшая в 1777—1796 и 1802—1923 годах. Уездный город — Климовичи.

## История

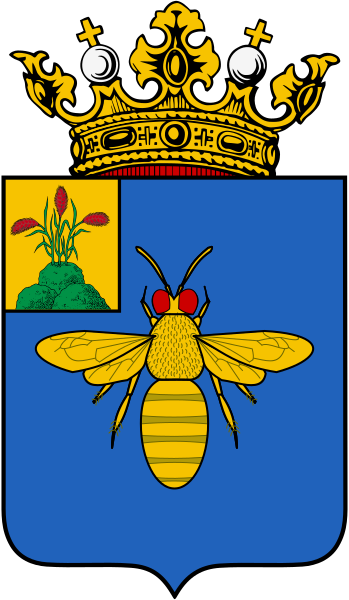
Герб Климовичского уезда Могилёвской губернии

Уезд образован 22 марта 1777 года в составе Могилёвского наместничества. В 1796 году Могилёвское наместничество и Климовичский уезд были упразднены и включены в состав Белорусской губернии. В 1802 году Климовичский уезд был восстановлен уже в составе Могилёвской губернии.
25 марта 1918 года в Третьей уставной грамоте, выпущенной правительством Белорусской Народной Республики (БНР), действовавшим в Минске в условиях германской оккупации, Могилёвская губерния была номинально продекларирована как часть БНР, однако в действительности БНР не контролировала никаких территорий, лишь некоторым её структурам оккупационные власти Германии дозволяли существовать на части оккупированной Германией территории. 1 января 1919 г., по решению I съезда КП(б) Белоруссии, Смоленская, Могилёвская и ряд других губерний были включены в состав новосозданной Социалистической Советской Республики Белоруссия, однако уже 16 января того же года, после того как в Минске была провозглашена советская власть, были изменены границы Белорусской ССР — решением ЦК РКП(б) Могилёвская, Смоленская и Витебская губернии были возвращены в прямое подчинение РСФСР. 11 июля 1919 года Могилёвская губерния была упразднена, Климовичский уезд стал частью вновь созданной Гомельской губернии РСФСР.
Постановлением ВЦИК от 9 мая 1923 года северная часть Долговичской волости Чериковского уезда передана Мстиславльскому уезду Смоленской губернии, при чём пограничными селениями, отходящими в состав Смоленской губернии, постановлено считать следующие: Мальковка, Долговичи, Старинка, Киселевка, Балакери и Суш, остающимися в составе Гомельской губернии — Коротки, Подкозелье, Петричи, Усполье, Островичи и Зелёная Дубрава.
Постановлением ВЦИК от 3 марта 1924 года переданы в Белорусскую ССР уезды: Могилевский, Рогачевский, Быховский, Климовичский. В 1924 году Климовичский уезд был упразднён и включён в состав вновь образованного Калининского округа Белорусской ССР, в составе которого был образован Климовичский район. В 1927 году Калининский округ был упразднён. Климовичский район вошёл в состав Могилёвского округа. В 1929 году из частей территорий бывших Климовичского и Мстиславльского уездов Могилёвской губернии и Рославльского уезда Смоленской губернии был создан Шумячский район. 1 октября 1929 года Шумячский район вошёл в состав новообразованного Рославльского округа новообразованной Западной области РСФСР. Округа были упразднены в июле 1930 года, как и большинство округов СССР, а Шумячский и Климовичский районы были переданы в прямое подчинение Западной области и БССР соответственно.

## Население
На 1 января 1895 года численность составляла 125 963 человека (без города).
По переписи 1897 года население уезда составляло 143 287 человек, в том числе в Климовичах — 4714 жит.

### Национальный состав
Национальный состав по переписи 1897 года:
- белорусы — 118 347 чел. (82,6 %);
- евреи — 15 415 чел. (10,8 %);
- русские — 7667 чел. (5,4 %).

## Административное деление
В 1913 году в уезде было 13 волостей:
| - Белынковичская — м. Белынковичи; - Березковская — с. Березки; - Забелышинская — с. Забелышин; - Загустинская — погост Загустино; - Костюковичская — м. Костюковичи; - Милославичская — м. Милославичи; - Мошевская — с. Мошевое; | - Надейковичская — с. Надейковичи; - Роднянская — м. Родня; - Тимоновская — с. Тимоново; - Хотимская — м. Хотимск; - Хотовижская — с. Хотовиж; - Шумячская — м. Шумячи. |